# Péricles (filho de Péricles)
Péricles foi um dos filhos que Péricles teve com Aspásia. Ele era cognominado o Olímpico, por causa da influência que ele tinha.

## Família
Péricles, seu pai, era filho de Xantipo e Agariste. Péricles foi o pai de Páralo e Xantipo.
A mãe de Páralo e Xantipo, cujo nome é desconhecido, era parente de Péricles, e foi casada, antes de Péricles, com Hipônico, com quem teve o filho Cálias III e, possivelmente, Hiparete, esposa de Alcibíades. Péricles, para ficar com Aspásia, se separou da mãe de Páralo e Xantipo, pois o casamento entre eles não era agradável, e, por consentimento dela, casou-a com um terceiro homem. Aspásia era natural da Mileto, e seu pai se chamava Axiochus.

## Carreira militar
Ele foi um dos comandantes atenienses na Batalha naval de Arginusa, dividindo o comando da ala direita com Trasilo.
Durante a batalha, sua trirreme foi abalroada pela trirreme de Calicrátidas, o comandante espartano; na luta que se seguiu, Calícratidas foi morto.

## Execução
Péricles foi um dos seis generais executados pelos atenienses após a batalha.